# Marc Franquet Montfort
Marc Franquet Montfort (ur. 16 sierpnia 1990 w Tarragonie) – hiszpański wioślarz.

## Osiągnięcia
- Mistrzostwa Świata U-23 – Račice 2009 – czwórka bez sternika wagi lekkiej – 3. miejsce[1].
- Mistrzostwa Świata – Poznań 2009 – czwórka bez sternika wagi lekkiej – 7. miejsce[1].
- Mistrzostwa Europy – Brześć 2009 – czwórka bez sternika wagi lekkiej – 6. miejsce[1].
- Mistrzostwa Europy – Montemor-o-Velho 2010 – czwórka bez sternika wagi lekkiej – 10. miejsce[1].